# داریا (کسروان)
داریا (به عربی: داریا) یک منطقهٔ مسکونی در لبنان است که در استان جبل لبنان واقع شده‌است. داریا ۰٫۹۱ کیلومتر مربع مساحت دارد ۶۹۰ متر بالاتر از سطح دریا واقع شده‌است.